# Stephania elegans
Stephania elegans là một loài thực vật có hoa trong họ Biển bức cát. Loài này được Hook. f. & Thomson miêu tả khoa học đầu tiên năm 1855.